# Michael Lesk
 (juin 2007).
Améliorez-le ou discutez des points à vérifier. 
Michael E. Lesk est informaticien américain.
Dans les années 1960, Mike Lesk travailla pour le projet SMART, écrivant beaucoup de son code de recherche et faisant plusieurs des expériences, néanmoins obtenant son doctorat en physique chimique. Dans les années 1970 il travailla à Bell Labs dans le groupe qui a créé Unix. Lesk a écrit des outils Unix pour traitement de texte (tbl et refer), analyse lexicale (Lex) et réseautage (Unix to Unix Copy Protocol, ou UUCP).
Dans les années 1980, Lesk travailla sur les applications systèmes d'information spécifiques, globalement avec géolocalisation (un système pour diriger les conducteurs) et avec dictionnaires (un système pour résoudre l'homonymie en contexte) aussitôt qu'il mena un groupe de recherche à Bellcore.
Les années 1990 Lesk travailla sur un projet consacré aux informations chimiques nommé « éCORE », avec l'université Cornell, OCLC, ACS et la CAS.
À la National Science Foundation, il géra la phase 1 du Digital Library Initiative phase 1 (DLI-1, 1994-1997), qui pourvut les fonds pour le projet moteurs de recherche de l'université Stanford qui mena à la fondation de Google. Pendant les années de 1998 à 2002, Lesk fut le chef de la Division of Information and Intelligent Systems de la NSF. Actuellement il travaille comme professeur au département des sciences des bibliothèques et de l'information (SCILS, School of Communication, Information, and Library Studies) à l'université Rutgers. En 1994, Lesk reçut le prix Flame de Usenix pour accomplissements de toute la vie, et il est collègue de l'Association for Computing Machinery. En 2005 Lesk fut élu au National Academy of Engineering.

## Œuvres écrites
- Practical Digital Libraries: Books, Bytes, and Bucks, 1997  (ISBN 978-1558604599)
- Understanding Digital Libraries, 2d ed., December 2004  (ISBN 1-55860-924-5)